# Cygnaeusskolan, Helsingfors
Cygnaeusskolan, även kallad Banan, var en svenskspråkig folkskola för pojkar och flickor grundad 1910 i Helsingfors. Skolan blev 1977 lågstadium och är idag en enhet inom svenskspråkiga Grundskolan Norsen.

## Historia
Skolan grundades år 1910 på Bangatan 8 (idag Sjömansgatan 9) som folkskola för pojkar och flickor med namnet Bangatans folkskola. Första rektorn för skolan var Ida Wegelius (1910-1918). År 1933 ändrades namnet till Cygnaeusskolan.
Skolbyggnaden på Bangatan 8 ritades av Karl Hård af Segerstad år 1909-1910. Fasaden mot Skepparegatan är symmetrisk, men mot Bangatan är byggnaden indelad i tre olika stora delar. I gipsdekorationerna på den rappade fasaden kan man se klassiska motiv utförda i jugendstil.
År 1977 blev folkskolan lågstadium med namnet Cygnaeus lågstadieskola.
Folkskolans efterträdare Cygnaeus lågstadieskola var år 2016 hotade för nedläggning, men blev istället en enhet vid Grundskolan Norsen. Demonstrationerna leddes av Cygnaeusstiftelsen vars uppgift är att understöda och delta i utvecklingen av Cygnaeusskolan i Helsingfors.

## Bilder

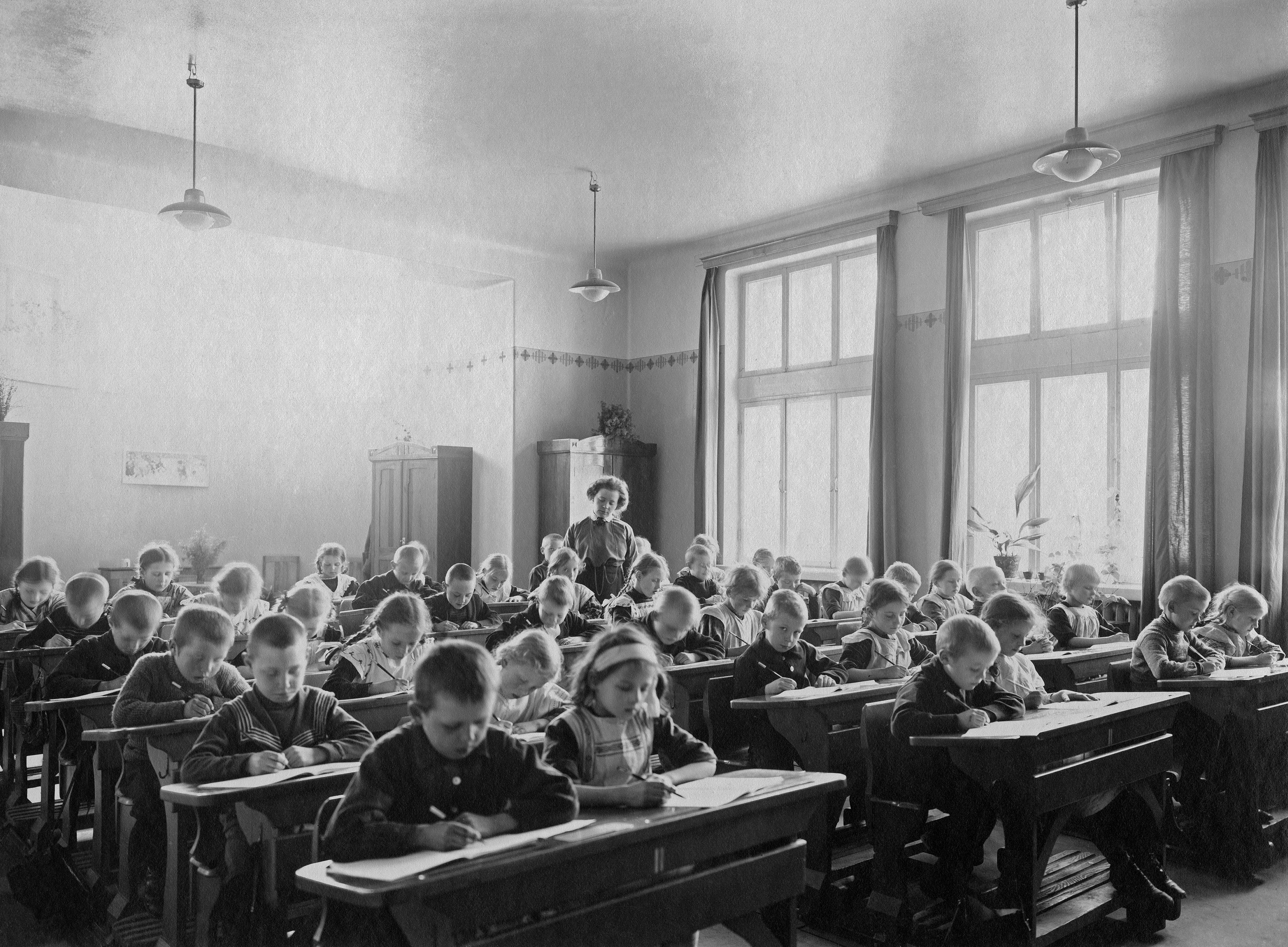
Klassrum 1913
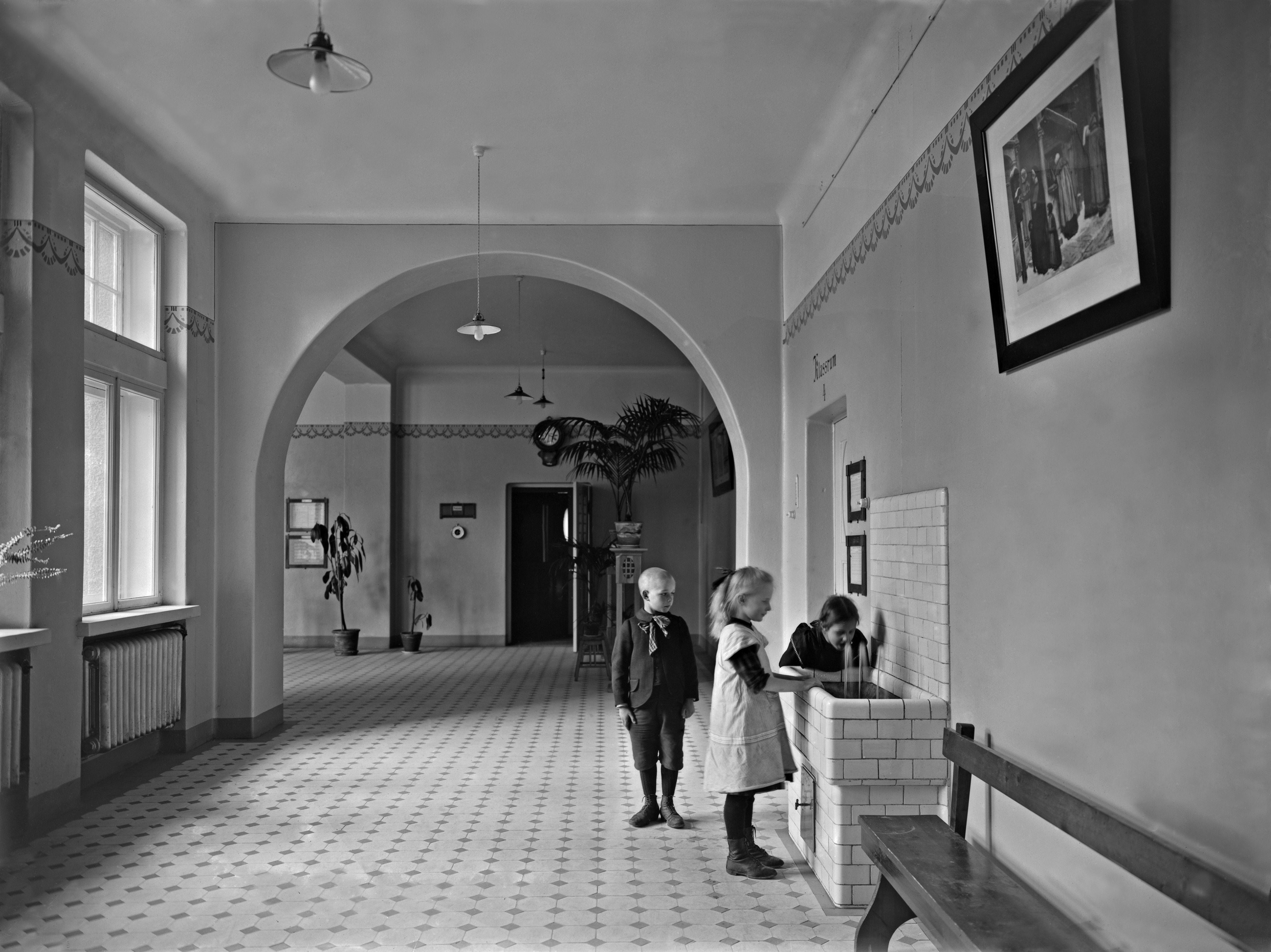
Elever vid drickbassäng 1913
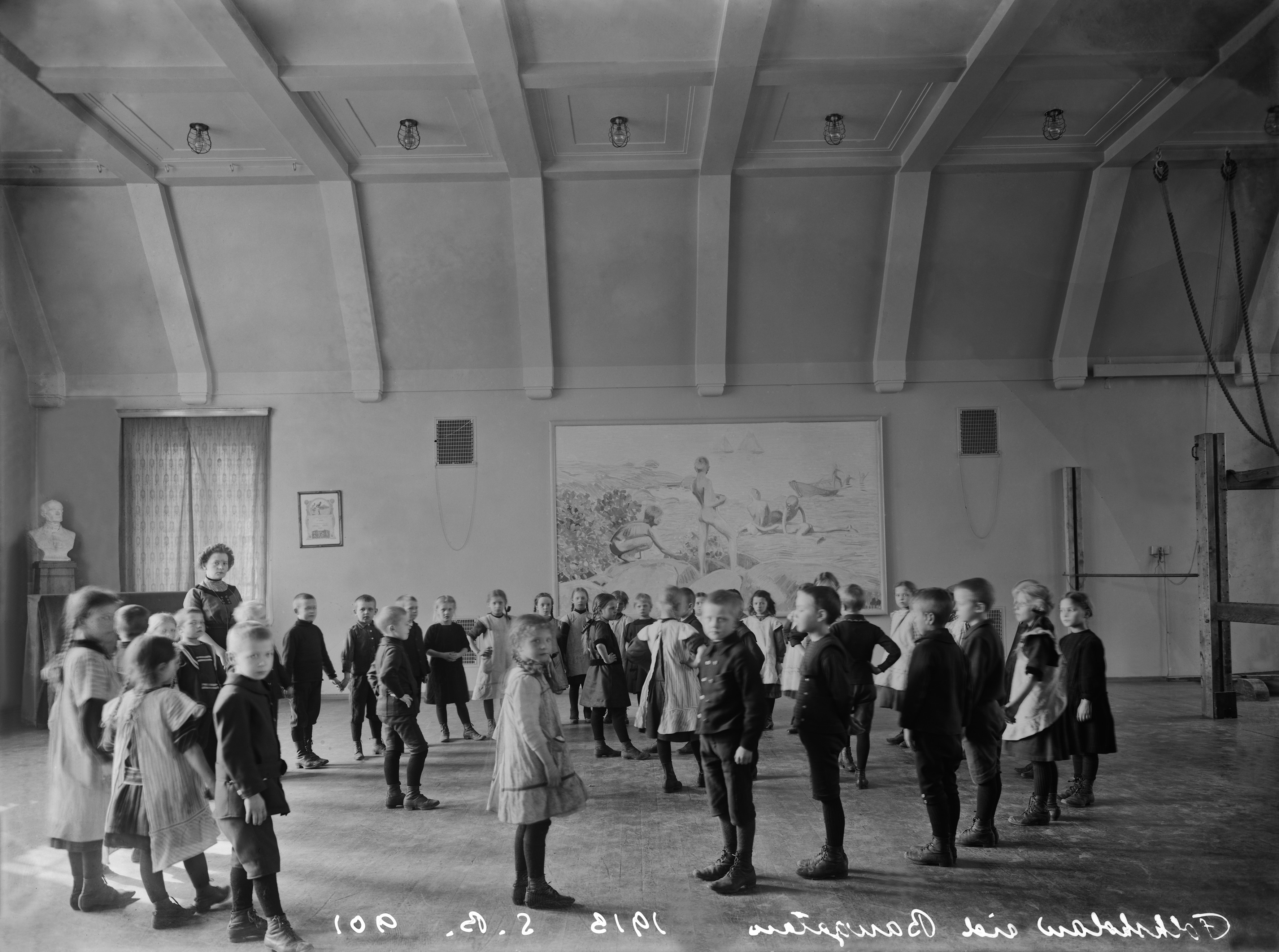
Gymnasiktimme 1913
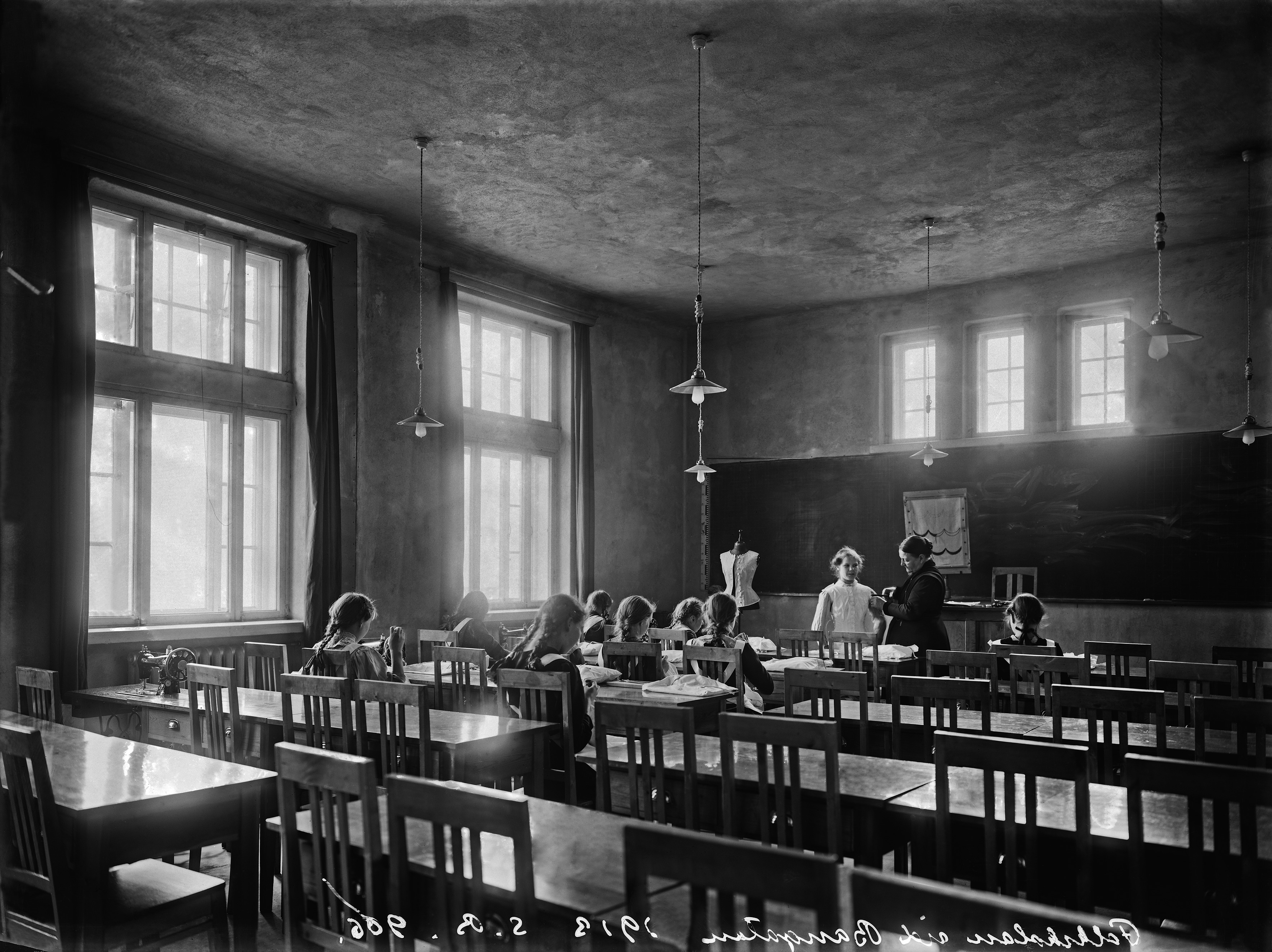
Sylektion 1913
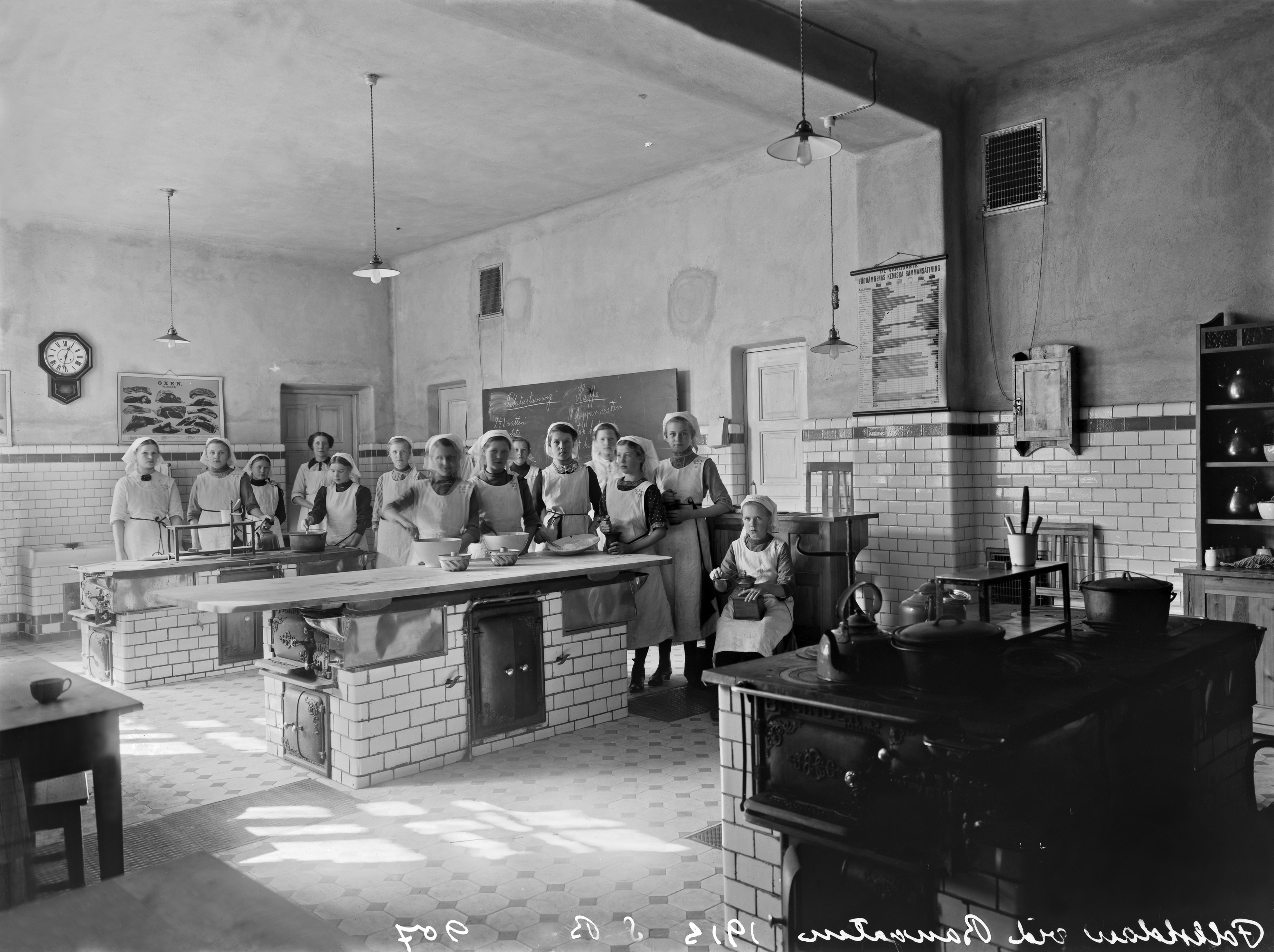
Hushållsklass 1913